# Museo Etnográfico Casa de las Azores
El Museo Etnográfico Casa de las Azores (en portugués Museu Etnográfico Casa dos Açores), también conocido como Museo de San Miguel (en portugués Museu de São Miguel) es un museo brasileño dedicado principalmente a la preservación de la memoria luso-brasileña y en particular de la cultura azoriano-madeira. El museo está administrado por la Fundación Catarinense de Cultura, y se encuentra localizado en São Miguel da Terra Firme, Biguaçu, en el estado de Santa Catarina, aproximadamente a 20 kilómetros del centro de la capital estadual Florianópolis.

## Historia
La fundación de São Miguel da Terra Firme fue parte de una serie de asentamientos creados en la costa del estado de Santa Catarina por inmigrantes desde las islas Azores y Madeira hacia Brasil, en ese entonces todos parte del imperio portugués. Dicho flujo migratorio, iniciado en 1748, dio paso a la constitución de São Miguel da Terra Firme, a orillas de la Baía Norte, bordeando la isla Santa Catarina, que en 1750 recibió su primer grupo de colonos, formado por 140 familias.
La construcción que alberga el museo, llamada Casa de las Azores, data de la primera mitad del siglo XIX, y es un ejemplo de este apogeo de la cultura azoriano-madeira en São Miguel da Terra Firme. Se señala que esta casa fue construida por el agricultor João Ramalho da Silva Pereira, y en 1865, adquirida y renovada por Manoel Joaquim Madeira.
En 1978 el Gobierno de Santa Catarina adquirió la propiedad, y tras una restauración que contó con la ayuda del Instituto do Patrimonio Histórico e Artístico Nacional de Brasil, constituyó la misma en museo, que abrió sus puertas el 4 de marzo de 1979. El museo, junto con la Iglesia de San Miguel Arcanjo, y la finca y los arcos del antiguo acueducto de la ciudad, integra el legado patrimonial luso-azoriano de la localidad.

## Colección permanente
La colección del museo incluye:
- Canoas utilizadas por los primeros colonos para la pesca y la caza de ballenas en el litoral de la localidad.[2]
- Réplica a escala del histórico molino de harina y caña de azúcar de la ciudad, hecha en 1980 por Bruno Manoel Lopes.[2]
- Más de 40 trajes típicos azorianos, entre trajes folclóricos, vestuarios de campo, de trabajo y de fiesta.[7]
- Artesanías,[2][5] que incluyen cerámicas,[3] cesterías,[7] e instrumentos musicales tradicionales.[3][7]
- Armas,[8] muebles,[2][5] y utensilios de trabajo del siglo XIX.[7]
- Maquetas de las fortificaciones que contrarrestaron las invasiones que recibió la zona por los años 1739 y 1744, y que son réplicas a escala construidas por la Universidad Federal de Santa Catarina.[9]
- Una sala en homenaje al canónigo Rodolfo Machado, con fotografías, archivos y utensilios que rememoran la vida del religioso.[9]
- 400 libros y documentos históricos que fueron cedidos por el Gobierno de las Azores a la biblioteca del museo.[5]
- Exposiciones esporádicas.[8][2]